# Luigi Proietti (calciatore)
Luigi Proietti (fl. XX secolo) è stato un calciatore italiano, di ruolo centrocampista.

## Carriera
Con l'Alba Roma disputa 14 gare nei campionati di Prima Divisione 1922-1923 e Prima Divisione 1923-1924. Viene poi ceduto alla A.S. Romana.